# Antheraea albida
Antheraea albida är en fjärilsart som beskrevs av Eugène Louis Bouvier 1936. Antheraea albida ingår i släktet Antheraea och familjen påfågelsspinnare. Inga underarter finns listade i Catalogue of Life.